# Saint-Hilaire-lez-Cambrai
Saint-Hilaire-lez-Cambrai – miejscowość i gmina we Francji, w regionie Hauts-de-France, w departamencie Nord.
Według danych na rok 1990 gminę zamieszkiwało 1656 osób, a gęstość zaludnienia wynosiła 258 osób/km² (wśród 1549 gmin regionu Nord-Pas-de-Calais Saint-Hilaire-lez-Cambrai plasuje się na 412. miejscu pod względem liczby ludności, natomiast pod względem powierzchni na miejscu 558.).